# Pierre Cazaux
Pierre Cazaux (Saint-Palais, 7 de junio de 1984) es un ciclista francés que fue profesional entre 2008 y 2012.

## Biografía
Tras destacar en 2007 en algunas carreras amateurs de Francia en 2008 firmó dos años en el equipo Continental (última categoría profesional) del Roubaix Lille Métropole. Tras seguir destacando en pruebas amateurs y dejarse ver en alguna prueba profesional en 2010 fichó por el equipo de máxima categoría (UCI ProTeam) de la Française des Jeux donde disputaría la Vuelta a España 2010 destacando en la 15.ª etapa con final en Lagos de Covadonga donde gracias a que cogiese la fuga del día logró acabar 5.ª de la etapa.
El 21 de septiembre de ese mismo año la web de la Federación Francesa de Ciclismo adelantó su fichaje por el Euskaltel-Euskadi, aunque fuentes de la formación negaron que dicho acuerdo estuviera concretado. Finalmente se confirmó dicho fichaje ocho días más tarde. En el equipo vasco no destacó especialmente a nivel individual si bien corrió 4 Grandes Vueltas (2 Giros y 2 Vueltas) siendo su mejor resultado un 15.º en el Tour de Gran Bretaña 2012 en los dos años que estuvo en dicho equipo. Debido a esos pobres resultados y a la nueva política de fichajes del equipo Cazaux no fue renovado y se tuvo que recalificar como amateur en el equipo GSC Blagnac.
En ese equipo amateur francés cosechó algún triunfo en carreras no profesionales para definitivamente anunciar su retirada a mediados del 2014 siendo su última prueba la carrera amateur Bayona-Pamplona 2014 en la que fue 2.ª en 2007 y ganador en 2013. Los motivos para la retirada fue que encontró empleo en el sector de la energía renovable. En declaraciones analizando su trayectoria como profesional criticó su baja del Euskaltel Euskadi y se lamentó de no haber corrido ningún Tour de Francia.

## Palmarés
No obtuvo victorias como profesional.

## Resultados en Grandes Vueltas
Durante su carrera deportiva consiguió los siguientes puestos en las Grandes Vueltas:
| Carrera | Carrera         | 2008 | 2009 | 2010  | 2011  | 2012  |
| ------- | --------------- | ---- | ---- | ----- | ----- | ----- |
|         | Giro de Italia  | —    | —    | —     | 124.º | 122.º |
|         | Tour de Francia | —    | —    | —     | —     | —     |
|         | Vuelta a España | —    | —    | 110.º | 148.º | —     |

—: no participa

## Equipos
- Roubaix Lille Métropole (2008-2009)
- FDJ (2010)
- Euskaltel-Euskadi (2011-2012)